# Møns kommun
Møns kommun (danska: Møn Kommune) var en kommun i före detta amtet Storstrøms amt i Danmark. Kommunen hade 11 731 invånare (2004) och en yta på 237,12 km². Stege var centralort.
Kommunen slogs 2007 samman med Langebæks kommun, Præstø kommun och Vordingborgs kommun till Vordingborgs kommun.